# 秋葉バスサービス
秋葉バスサービス株式会社（あきはバスサービス、英語訳:AKIHA-BUS co. ltd. ）は、静岡県周智郡森町森に本社を置き、袋井市など中遠地方で主に一般路線バス事業を営む静岡鉄道の100%子会社である。

## 概要
一般路線バスは、JR東海道本線袋井駅を中心ターミナルとし、袋井市各地や周智郡森町、掛川市、浜松市天竜区（旧春野町）、磐田市にかけて路線を広げる。
静岡鉄道秋葉線の代替路線である「秋葉線」（袋井駅前 - 遠州森町間）および静岡鉄道駿遠線の代替路線である「秋葉中遠線」（袋井駅南口 - 大東支所間）が二大幹線となっており、本社車庫は静岡鉄道秋葉線の遠州森町駅跡に立地している。

## 沿革
- 1996年（平成8年）4月 - 会社設立。静岡鉄道袋井営業所が管轄していた路線のうち、森町営業所が所管していた周智郡森町以北のバス路線を引き継いで分社。[1][2][3]
- 1997年（平成9年）9月 - 「磐田線」を静岡鉄道から譲受。
- 2003年（平成15年）4月 - 「秋葉線」を袋井駅まで延長。
- 2004年（平成16年）
  - 4月 - 「可睡の杜線」の運行を開始
  - 9月 - 「清流気田川線」「熊切線」が廃止され、春野町の自主運行バス（現 浜松市自主運行バス ）に移行。（他社受託）
- 2005年（平成17年）10月 - 「可睡の杜線」を浅羽会館まで延長。
- 2007年（平成19年）4月 - 「今井線」をしずてつジャストラインから譲受。
- 2008年（平成20年）4月 - 「吉川線」「大河内線」が廃止され、森町営バスに移行。（他社受託）
- 2009年（平成21年）
  - 10月 - 「秋葉中遠線」をしずてつジャストラインから譲受。
  - 11月 - 運賃改定（値上げ）を実施。
- 2013年（平成25年）
  - 3月 - 「杉・川上線」が廃止され、春野ふれあいバスの自主運行に移行。（他社受託）
  - 5月 - 新設された袋井市自主運行バス「袋井駅・中東遠総合医療センター線」を受託。
- 2015年（平成27年）10月 - 「秋葉中遠線」の袋井駅南口乗り入れを開始[4]。
- 2016年（平成28年）10月 - 「可睡の杜線」を廃止[注釈 1]。
- 2019年（平成31年）4月30日 - パサールカード販売を終了[5][6]。
- 2020年（令和2年）8月4日 - 運賃箱を8月末までに順次更新、事前両替方式から釣銭方式へ変更（レシップ製）[7]。
- 2023年（令和5年）9月25日 - 10月1日よりスマホ定期券を開始すると発表[8]
- 2025年（令和7年）
  - 3月20日 - スマホ決済を導入[9]
  - 4月1日 - 今井線を廃止[10]。

## 現行路線

### 秋葉線
- 運行系統および主要停留所
  - 袋井駅前 - 久能・さわやかアリーナ入口 - 袋井市民病院 - 可睡斎入口 - 山梨 - 戸綿 - 遠州森町 - 元開橋 - 森林組合前 - 乙丸 - 平尾 - 天竜高校春野校舎 - 舟木 - 浜松市春野支所 - 気多（けた）
- 概説
  - 1962年（昭和37年）9月20日 - 静岡鉄道秋葉線の廃止に伴って静岡鉄道袋井営業所の管轄で「代行バス秋葉線」として開設された路線であり、袋井駅から森町を経由して浜松市天竜区春野町を結ぶ主要路線である。
  - 1996年（平成8年）10月1日 - 静岡鉄道から秋葉バスに移管して運行を開始した。移管に際しては袋井駅前 - 気多間の運行から遠州森町 - 気多間に縮小された。[11]
  - 2003年（平成15年）4月1日 - 袋井駅 - 遠州森町間がしずてつジャストライン浜岡営業所から秋葉バスに移管され、再び袋井駅 - 気多間の運行となった。[12]
  - 2008年（平成20年）4月のダイヤ改正で、遠州森町 - 気多間については平日10本→9本に、土日祝7本→6本にそれぞれ減便された。
  - 2010年（平成22年）10月1日のダイヤ改正で平日8本、土日祝4本に減便となり、森町病院経由が廃止され、全便春野高校経由となった。
  - 午後1時以降、元開橋 - 気多までは自由降車区間になっており、停留所の50メートルほど手前で知らせれば停留所以外でも降車が可能となっている。
  - 本路線は事業者単独では維持が困難なため、国（地域間幹線系統確保維持費国庫補助金）・県（バス運行対策費補助金）及び沿線自治体である浜松市（バス路線維持・運行事業費補助金）・袋井市（袋井市生活バス路線維持補助金）・森町（森町バス路線維持補助金）の補助を受けて運行している。
  - 2023年（令和5年）6月の大雨による道路崩落により、主要ルートである静岡県道58号袋井春野線の一部区間が大型車通行止のため、乙丸 - 気多間は運休となっていたが、2025年（令和7年）1月6日より全線運行を再開した[13]。

### 秋葉中遠線
- 運行系統および主要停留所
  - 大東支所 - 横須賀車庫 - 新横須賀 - 新岡崎 - 浅羽支所入口 - 諸井 - 袋井駅南口
  - 袋井駅前 - 久能・さわやかアリーナ入口 - 袋井市民病院 - 可睡斎入口 - 山梨 - 戸綿 - 遠州森町
  - 袋井駅前 - 久能・さわやかアリーナ入口 - 袋井市民病院 - 可睡斎入口 - イオン袋井店前 - 山梨 - 戸綿 - 遠州森町
  - 袋井駅前 - 久能・さわやかアリーナ入口 - 袋井市民病院 - 可睡斎入口 - 山梨 - 森町病院 - 天浜線遠州森駅前 - 遠州森町（平日朝一部便のみ）
  - 大東支所 - 横須賀車庫 - 新横須賀 - 新岡崎 - 浅羽支所入口 - 諸井 - 袋井駅前 - 久能・さわやかアリーナ入口 - 袋井市民病院 - 可睡斎入口 - 山梨 - 戸綿 - 遠州森町（平日朝1便のみ、袋井駅南口は経由しない）
  - 袋井駅前 - 横手橋 - 山梨 - 戸綿 - 遠州森町（夜の一部便のみ）
- 概説
  - 静岡鉄道時代の1990年頃に「可睡線」と「秋葉線」の一部系統、および「南遠線」「中遠線」を整理統合して開設された路線で、2003年（平成15年）4月に浜岡営業所の管轄から秋葉バスとの共管路線となった。
  - 2006年10月 - 遠州森駅を経由する便はすべて森町病院を経由、可睡を経由する便はすべて袋井市民病院を経由となった。
  - 2009年10月 袋井駅 - 大東支所間がしずてつジャストライン浜岡営業所から秋葉バスサービスに移管され、共同運行から秋葉バスの単独運行となった。
  - 2014年（平成26年）11月30日に袋井駅南口（駿遠口）が開設され、2015年（平成27年）10月1日改正より大東支所・横須賀車庫発着の系統は南口発着となった。平日の遠州森町発大東支所行き2本と大東支所発遠州森町行き1本、大東支所発袋井市民病院行き1本は袋井駅前（北口）を経由する。
  - 2016年（平成28年）10月1日 - 可睡の杜線の廃止に伴い浅名発着およびイオン・パティオ（現：イオン袋井店前）経由の系統が当線に編入された。
  - 2023年 (令和５年) 10月1日 - 浅名バス停の廃止に伴い、浅名系統廃止

## 自主運行路線

### 磐田線
- 系統および主要停留所
  - 磐田駅前 - 見付宿町 - 磐田原 - 笠梅 - 山梨 - 円田 - 森山入口（森町病院） - 天浜線遠州森駅前 - 遠州森町
- 概説
  - 磐田市・袋井市・森町の共同運行路線。
  - 全便平日のみ運行。
  - 昭和初期に秋葉自動車運輸商会が開設し、静岡電気鉄道、静岡鉄道の「磐田線」を経て秋葉バスに承継された路線である。
  - 1996年（平成8年）4月 - 静岡鉄道袋井営業所の管轄路線であったが、秋葉バス発足時に静岡鉄道浜岡営業所に移管された。
  - 1997年（平成9年）9月 - 1年の移行準備期間を経て静岡鉄道浜岡営業所から秋葉バスに移管された。
  - 2010年（平成22年）4月 - 自主運行路線となる。

詳細は「磐田市バス#概要」を参照

### 袋井駅・中東遠総合医療センター線
- 袋井駅前 - 方丈南 - 方丈東 - 下貫名 - 袋井高校入口 - 愛野駅南口 - 中東遠総合医療センター
  - 2013年（平成25年）5月：掛川市・袋井市病院企業団立中東遠総合医療センター開院にともない新設された。土日祝日と年末年始は全便運休。
  - 2021年（令和3年）4月：袋井高校入口停留所の新設にともない経路変更[14]。

## 廃止路線

### 今井線
- 袋井駅前 - 川井 - 延久 - 深見東
  - 1996年（平成8年）に静岡鉄道袋井営業所が廃止された際に浜岡営業所に移管され、しずてつジャストライン発足後の2007年（平成19年）4月に同社から譲受した路線である。
  - 袋井西小学校の通学を担うため、袋井市による欠損補助によって系統が維持されていた。
  - スクールダイヤのため、休校期間と土日祝日（特定日を除く）は全便運休となっていた。
  - 2025年（令和7年）3月31日をもって廃止された[10]。

### 可睡の杜線
- （浅名） - 袋井駅前 - 中央町 - 可睡 - 可睡の杜（かすいのもり） - イオン・パティオ
- 袋井駅前 - 中央町 - 可睡 - 可睡の杜 - 遠州森町
  - 袋井駅から可睡の杜を経由してイオン・パティオ又は森町方面へ行く路線である。2004年4月から運行を開始、翌2005年4月に遠州森町まで延長、さらに10月に浅羽会館（現：浅名）まで延長された。浅名発着は土日祝日1往復のみである。
  - 2016年10月1日のダイヤ改正を以て廃止された[注釈 1]。
  - また、2023年9月30日の袋井駅南口発 浅名行と浅名発 袋井駅南口行をもって、可睡の杜線の名残が消滅してしまった。

### 清流気田川線
- 秋葉山麓 - ふれあい公園 - 春野町役場 - 気多 - 篠原上 - 野尻 - 勝坂
  - 2004年9月廃止、春野100円バス（遠鉄アシストが運行を担当）を経て浜松市自主運行バスの春野ふれあいバス（遠鉄タクシーが運行を担当）に移管した。月・金曜日のみの運行となっている。

### 熊切線
- ふれあい公園 - 河内 - 熊切 - 田河内
  - 静岡鉄道袋井営業所の管轄する「秋葉線」の支線系統から貸切代替バス「熊切線」として分離された路線である。
  - 清流気田川線と同じく春野100円バスを経て春野ふれあいバスに移管した。水・金曜日のみの運行。

### 吉川線
- 森町病院 - 遠州森町 - 元開橋 - アクティ森 - 落合
  - 土日祝はアクティ森止まりの区間便が設定されていた。専用車両が用いられていたが、森町営バスに移行し秋葉バスが運行に携わらなくなる直前は、秋葉バスカラーの車両で運行された。
  - 2008年4月廃止、森町営バスの自主運行に移管した。一部便がデマンドバス化され、元開橋を始発・終着とする区間便も設定されている。

### 大河内線
- 森林組合前 - 上の平 - 大河内 - 下島
  - 吉川線同様に専用車両による運行が行われていた。
  - 先述の吉川線と共に2008年4月に廃止されて森町営バスに移管した。移管後は月～金曜日のみの運行となり、一部便がデマンドバス化されて運行区間も短縮されている。

### 杉・川上線
- 福祉センター・図書館 - 気多 - 篠原上 - 平城 - 春野北小学校前 - 川竹
  - 1985年に静岡鉄道森町営業所直営路線から貸切代替方式での運行へ切り替わった。
  - 2013年3月廃止、春野ふれあいバスに移管した。火・金曜日のみの運行となっている。

## 運賃制度
秋葉バスサービスの運賃制度は路線によって異なる。路線によっては運賃の上限が設定されているが、2009年9月17日に運賃値上げを申請し、11月から値上げが実施された。

2023年9月25日より、スマホ定期券を導入している（レシップのQUICK RIDEを採用）。クレジットカードの他、PayPayでの購入が可能。

2025年3月20日より、各種QRコード決済による運賃支払いが可能となった。対応路線は自主運行を含む全線。（対応決済サービス：PayPay、au PAY、d払い、楽天ペイ、メルペイ、AEON Pay、Alipay、WeChat Pay）
- 秋葉線：初乗り運賃は180円。上限運賃は770円。
- 秋葉中遠線：初乗り運賃は180円。上限運賃は1,250円。
- 自主運行バス磐田線：初乗り運賃は180円。上限運賃は730円。
- 自主運行バス袋井駅・中東遠総合医療センター線：均一運賃で1乗車200円。小児運賃の設定はない。

## 車両
いすゞ・日産ディーゼル・日野・三菱の4メーカー全ての車両が在籍している。
静岡鉄道およびしずてつジャストラインから譲渡されたツーステップバスはアイボリーに赤帯の在来路線カラーを使用しているが、2002年（平成14年）導入以降の低床車は、しずてつジャストラインの低床車の色違いで、ブロックパターンの青の部分を赤、赤の部分を緑に変え、四角枠パターンは青の部分を緑に変えたものとしている。
行先表示は全車両LED装備で、書体が明朝体で表示され、正面行先に英字も併記される点がしずてつジャストラインの車両と異なっている。
車両の変遷
- 1996年（平成8年）4月 - 静岡鉄道袋井営業所の所属車両の内、森町営業所の専属車両を秋葉バスに譲渡し、運用を開始。[18][19]
- 2001年（平成13年）- 春野町自主運行バスのマイクロバスが三菱ふそうローザからいすゞジャーニーEに更新され運用を開始。[20]
- 2002年（平成14年）9月 - 同社初となるワンステップバス（三菱・エアロミディ）1台を導入。[16]
- 2003年（平成15年）
  - 1月 - ワンステップバス（三菱・エアロミディ）1台を増備。[21]
  - 3月 - 3月1日現在の配置表ではいすゞ3台、日野8台、三菱ふそう3台の合計13台が配置されていた。[22]
- 2013年（平成25年）5月 - 袋井市自主運行バス「袋井駅・中東遠総合医療センター線」の受託に伴いリフト付バスを導入。[23]
- 2014年（平成26年）11月現在の車両配置表では日野9台（中型車4台、大型車5台）いすゞ6台（大型6台）三菱ふそう6台（大型3台、中型3台）日産ディーゼル（大型2台）の計23台が在籍していた。[24]
- 2025年1月現在の在籍車は以下の通りだ
- いすゞエルガ 旧モデル→4台
- いすゞエルガ新モデル→4台
- ふそうエアロスターMP38→2台
- ふそうエアロスター神奈中古→2台
- ふそうエアロスターK→1台
- 日野ブルシチ→3台
- 日野HR→1台
- ふそうエアロミディ→3台
- 西工→2台
- 日野ブルリⅡ→1台
- いすゞキュービック→1台
- 富士重7E→1台
- 貸切車2台
- 合計27台が在籍している

## 乗車カード
袋井市自主運行バスである袋井駅・中東遠総合医療センター線以外の路線で、静鉄グループが発行していた磁気式乗車カード「パサールカード」が利用できたが、販売を2019年4月30日で終了し、2020年3月31日をもって利用も終了している。
静鉄グループのICカード「LuLuCa」やエリアの重なる遠鉄グループのICカード「ナイスパス」などに対応させる動きはない。